# Худ-Ривер (Орегон)
Худ-Ривер (англ. Hood River) — город в США, административный центр округа Худ-Ривер штата Орегон. Население — 8313 человека (2020).

## География
Худ-Ривер расположен по координатам 45°42′33″ с. ш. 121°31′34″ з. д. (45.709115, -121.526019). По данным Бюро переписи населения США в 2010 году город имел площадь 8,67 км², из которых 6,61 км² — суша и 2,07 км² — водоёмы.

### Климат
| Показатель                    | Янв. | Фев. | Март | Апр. | Май  | Июнь | Июль | Авг. | Сен. | Окт. | Нояб. | Дек. | Год   |
| ----------------------------- | ---- | ---- | ---- | ---- | ---- | ---- | ---- | ---- | ---- | ---- | ----- | ---- | ----- |
| Средний суточный максимум, °C | 5,6  | 8,4  | 12,7 | 16,2 | 20,4 | 23,6 | 27,6 | 27,9 | 24,5 | 17,5 | 9,7   | 4,6  | 16,6  |
| Средняя температура, °C       | 2,3  | 3,8  | 7,2  | 10,0 | 13,8 | 16,8 | 20,0 | 19,8 | 16,1 | 10,4 | 5,4   | 1,6  | 10,6  |
| Средний суточный минимум, °C  | −1   | −0,8 | 1,6  | 3,8  | 7,1  | 10,2 | 12,4 | 11,8 | 7,7  | 3,3  | 1,2   | −1,4 | 4,7   |
| Среднее число дней с осадками | 18,6 | 14,9 | 15,4 | 12,7 | 9,3  | 6,2  | 2,2  | 2,2  | 4,7  | 10,7 | 19,2  | 18,1 | 134,1 |
| Норма осадков, мм             | 132  | 101  | 76   | 45   | 33   | 22   | 7    | 8    | 24   | 57   | 137   | 152  | 795   |
| Источник: NOAA                |      |      |      |      |      |      |      |      |      |      |       |      |       |

## Демография
| Год переписи                          | Нас. |  | %±     |
| ------------------------------------- | ---- |  | ------ |
| 1880                                  | 200  |  | —      |
| 1890                                  | 201  |  | 0,5%   |
| 1900                                  | 766  |  | 281,1% |
| 1910                                  | 2331 |  | 204,3% |
| 1920                                  | 3195 |  | 37,1%  |
| 1930                                  | 2757 |  | −13,7% |
| 1940                                  | 3280 |  | 19%    |
| 1950                                  | 3701 |  | 12,8%  |
| 1960                                  | 3657 |  | −1,2%  |
| 1970                                  | 3991 |  | 9,1%   |
| 1980                                  | 4329 |  | 8,5%   |
| 1990                                  | 4632 |  | 7%     |
| 2000                                  | 5831 |  | 25,9%  |
| 2010                                  | 7167 |  | 22,9%  |
| 2020                                  | 8313 |  | 16%    |
| 1880–2020 Десятилетняя перепись в США |      |  |        |

Согласно переписи 2010 года, в городе проживало 7167 человек в 2972 домохозяйствах в составе 1728 семей. Плотность населения составляла 826 человек/км². Было 3473 квартиры (400/км²).
Расовый состав населения:
| - 86,9 % — белых - 1,5 % — азиатов - 0,6 % — коренных американцев - 0,5 % — чёрных или афроамериканцев - 0,1 % — выходцев из тихоокеанских островов - 7,4 % — лиц других рас |

К двум или более расам принадлежало 3,0 %. Доля испаноязычных составила 24,4 % всего населения.
По возрастному диапазону население распределялось следующим образом: 25,9 % — лица младше 18 лет, 61,4 % — лица в возрасте 18-64 лет, 12,7 % — лица в возрасте 65 лет и старше. Медиана возраста жителя составила 36,3 года. На 100 человек женского пола в городе приходилось 91,9 мужчин; на 100 женщин в возрасте от 18 лет и старше — 87,8 мужчин также старше 18 лет.
Средний доход на одно домашнее хозяйство составил 59 900 долларов США (медиана — 47 310), а средний доход на одну семью — 68 370 долларов (медиана — 56 675). Медиана доходов составляла 39 212 долларов для мужчин и 30 772 доллара для женщин. За чертой бедности находилось 19,1 % человек, в том числе 34,4 % детей в возрасте до 18 лет и 4,9 % лиц в возрасте 65 лет и старше.
Гражданское трудоустроенное население составило 3748 человек. Основные области занятости: образование, здравоохранение и социальная помощь — 21,6 %, искусство, развлечения и отдых — 15,5 %, розничная торговля — 15,1 %.

## Комментарии
1. ↑  Годовой доход на человека, работавшего на полную ставку. Оценка в долларах по состоянию на 2015 год.